# Kürschners Deutscher Gelehrten-Kalender
Il Kürschners Deutscher Gelehrten-Kalender (tedesco per: Enciclopedia Kürschner degli accademici tedeschi) è un'enciclopedia biografica e bibliografica in lingua tedesca che raccoglie notizie circa vita e pubblicazioni di scienziati e letterati germanofoni in Europa; per lo più studiosi che hanno ottenuto l'abilitazione alla docenza o qualifiche equivalenti. 
Il Deutscher Gelehrten-Kalender è edito dalla Walter de Gruyter GmbH. 
Nasce dal Kürschners Deutscher Literatur-Kalender sulla letteratura tedesca fondato nel 1879 e successivamente curato da Joseph Kürschner, da cui entrambi i lavori prendono nome.
La prima edizione fu pubblicata nel 1925, diretta da Gerhard Lüdtke. 
Le prime otto edizioni dell'enciclopedia constavano di un solo volume, a partire dal 1961 (anno in cui fu pubblicata la 9ª) fu estesa a due volumi, il numero è infine raddoppiato con la 22ª edizione nel 2009.
L'edizione più recente è la 26ª uscita nel 2014.

## Edizioni
- (DE) Kürschners Deutscher Gelehrten-Kalender 2014, 26ª ed., Berlino, Walter de Gruyter, 2014, ISBN 978-3-11-030257-8.